# Гамбаров, Салман Гусейн оглы
Салман Гусейн оглы Гамбаров (азерб. Salman Hüseyn oğlu Qəmbərov; 18 апреля 1959, Баку) — азербайджанский джазмен. Народный артист Азербайджана (2018).

## Биография
Салман Гусейн оглы Гамбаров — джазовый музыкант, теоретик-музыковед и джазовый композитор.
С самого детства любовь к музыке Салману прививала его мать, дочь известного оперного певца Гусейнаги Гаджибабабекова, Сура Ханум. Уже в четырёхлетнем возрасте Салман играл и подбирал на рояле сложнейшие классические композиции. Позже, учась в средней специальной музыкальной школе имени Бюль-Бюля, Салман поражал своей неординарной игрой и особым подходом к музыке.
Студенческие годы во многом сформировали музыкальное мышление Салмана Гамбарова, определили его вкус и способности, а также выявили главный творческий ориентир — опору на академическое, народное и авангардное музыкальное искусство. Как пианист он продолжил своё образование в Азербайджанской государственной консерватории имени Узеира Гаджибекова, которую закончил как теоретик-музыковед (1978—1983) и как композитор (1986—1990, класс проф. И. Гаджибекова). Будучи студентом, Салман самостоятельно и серьёзно изучал джаз. По его словам: «джаз это та музыка, которая объединяет в себе все». Осознав необходимость джазового самообразования, Салман Гамбаров стал активно оттачивать владение разными стилями и манерами джаза.
Обучение на композиторском факультете привело его к глубокому синтезу наработанной информационной базы с творческими поисками. Первое произведение Салмана Гамбарова «Вариации для фортепиано» было удостоено первой премии на Всесоюзном конкурсе композиторов в 1987 году в Москве.
В 1996 году Салман Гамбаров создал группу «Bakustic Jazz», состав которой варьируется в зависимости от поставленных задач и проектов. Так, «Bakustic Jazz» поочередно появляется в разных ипостасях: сперва мейнстрим, основанный на лучших традициях кул, постбоп, (таких мастеров как Эванс, Кейт Джаррет, Хэнкок, Рубалкаба и др.), в исполнении привычного комбо (нередко с вокалом эстрадных музыкантов); затем следует поворот к фьюжн, модальному джазу (участие вместе с Джамилем Амировым, А.Байрамовой в «Oriental Jazz Festival» в Германии в 1999 году). В проектах группы Bakustic Jazz участвуют такие известные вокалисты, как Севда Алекпер-заде, Анар Таги-заде, Фарида Мамедова. «Bakustic Jazz» выступал в джаз-клубах Баку, Одессы, Тбилиси, Варшавы, Берлина, Чикаго, Базеля и Москвы, а также принимал участие в гала-концертах вместе с музыкантами из России, Голландии, Германии, Франции, Англии, США. «Bakustic Jazz» принимал участие в различных по профилю фестивалях в Азербайджане и далеко за его пределами, таких, как GIFT-Tbilisi (Грузия), Oriental Jazz Fest (Германия), Transsib Inter Jazz (Новосибирск, Россия), «Искусство импровизации», (Одесса, Украина), Закавказье: восстановление нарушенных связей (Улан-Батор, Монголия), Новая музыка из прошлого века. Фестиваль современной музыки Баку (Азербайджан), «Джаз карнавал» (Одесса), «Импровизационная карусель» (Украина), Caspian Jazz and Blues Festival (Баку, Азербайджан), Baku International Jazz Festival (Азербайджан), Московский фестиваль им. Вагифа Мустафа-заде (Россия), Zelt-Musik-Festival (Фрайбург, Германия), Астана Блюз (Казахстан), Montreux Jazz Festival (Швейцария), Kaunas Jazz (Литва), Beethoven Festival (Бонн, Германия), Culturescapes (Швейцария), «Многоголосие Кавказа» (Сочи, Россия).
Салман Гамбаров — творческая личность вне привычных рамок. Его джаз, непременно колоритный и рафинированный, интересен многим, но понятен не всем, поскольку Салман не заигрывает с публикой, пытаясь сорвать аплодисменты. Его стремление к фолькджазу как нигде лучше раскрывается в написанном им саундтреке к немому фильму «Латиф», а также в проекте «East or West?», музыка для которого записывалась на лондонской студии «The Premises» в 2000 году.

## Творчество

### Дискография
- Альбом «East or West?» Салман Гамбаров и Анар Тагизаде.
- Альбом «StandArts Dialoque» Салман Гамбаров и Вернер Энглерт.
- DVD «Lieder Leaders» Салман Гамбаров и Фарида Мамедова.

### Участие в фестивалях
- GIFT-Tbilisi (Грузия)
- Oriental Jazz Fest (Германия)
- Transsib Inter Jazz (Новосибирск, Россия)
- Искусство импровизации Одесса (Украина)
- Закавказье: восстановление нарушенных связей (Улан-Батор, Монголия)
- Новая музыка из прошлого века. Фестиваль современной музыки Баку (Азербайджан)
- Джаз карнавал Одесса Импровизационная карусель (Украина)
- Caspian Jazz and Blues Festival (Баку, Азербайджан)
- Baku International Jazz Festival (Азербайджан)
- Московский фестиваль им. Вагифа Мустафа-заде (Россия)
- Zelt-Musik-Festival (Фрайбург, Германия)
- Астана Блюз (Казахстан)
- Montreux Jazz Festival (Швейцария)
- Kaunas Jazz (Литва)
- Beethoven Festival (Бонн, Германия)
- Culturescapes (Швейцария)
- Многоголосие Кавказа (Сочи, Россия)

### Проекты
- Соло-пиано.
- Дуэт с сопрано Фаридой Мамедовой (музыка Шуберта, Брамса и Малера в джазовой обработке).
- Дуэт с тенор-саксофоном Вернером Энглертом (Германия).
- Проект «Латиф»: немой фильм с импровизированным саундтреком (рояль — Салман Гамбаров, кяманча — Фахраддин Дадашев, нагара, перкуссия — Эльдар Кафаров).
- Классическое джаз-трио: рояль — Салман Гамбаров, контрабас — Руслан Гусейнов, ударные — Вагиф Алиев.
- Трио с индийской вокалисткой Васумати Бадринатхан и проживающим в США арабским музыкантом Амиром Эльсафаром.

- Дуэт с украинским джазовым пианистом Юрием Кузнецовым
- Дуэт с итальянским аккордеонистом Лучано Биондини
- Квартет с польским скрипачом Адамом Балдичем, Майклом Бенита и Филиппом Гарсиа

## Награды
- Народный артист Азербайджана (2018).
- Заслуженный артист Азербайджана (2006).
- Диплом «Мост» (2008, Германо-азербайджанское общество)[2].